# Język tamang
Język tamang (dewanagari: तामाङ, tamang) – język należący do grupy tybeto-birmańskiej, używany przez ponad 1,2 miliona Tamangów. Ma największą liczbę użytkowników wśród języków tybeto-birmańskich na terytorium Nepalu.